# 23851 Rottman-Yang
23851 Rottman-Yang è un asteroide della fascia principale. Scoperto nel 1998, presenta un'orbita caratterizzata da un semiasse maggiore pari a 2,3953446 UA e da un'eccentricità di 0,1661252, inclinata di 3,05268° rispetto all'eclittica.